# Malayia fuscinervis
Malayia fuscinervis är en tvåvingeart som beskrevs av Malloch 1926. Malayia fuscinervis ingår i släktet Malayia och familjen gråsuggeflugor. Inga underarter finns listade i Catalogue of Life.